# Marek Blaževič
Marek Blaževič, (Vilnius, Lituania; 1 de enero de 2001) es un jugador de baloncesto lituano. Su puesto natural en la cancha es la de pívot. Actualmente juega en el BC Wolves de la Lietuvos krepšinio lyga. Es internacional con la Selección de baloncesto de Lituania.

## Trayectoria
El jugador formado en la cantera del Lietuvos Rytas, en 2017 se marcharía cedido durante dos temporadas al Perlas Vilnius de la Nacionalinė krepšinio lyga, la segunda división del país con el que debutó en la temporada 2017-18.
El 6 de junio de 2018 firmó con Lietuvos Rytas de la Lietuvos Krepšinio Lyga. El 23 de septiembre de 2018, hizo su debut en la Lietuvos Krepšinio Lyga, contra la BC Juventus. Formando parte del equipo juvenil del Lietuvos Rytas, Blaževič ganó el Torneo EuroLeague Basketball Next Generation de 2018. 
El 29 de junio de 2020, firma por el Žalgiris Kaunas de la Lietuvos Krepšinio Lyga, con el que lograría el título de liga en su primera temporada.
En la temporada 2021-22, con el Žalgiris Kaunas promedia 8.9 puntos (64.1% en tiros de dos y 68.6% en libres) y 3.9 rebotes en 15.0 minutos (29 partidos) en Liga Lituania y 5.8 puntos (54.2% en tiros de dos y 82.2% en libres) y 2.6 rebotes en 12.3 minutos (27 partidos) en Euroliga. 
El 15 de julio de 2022, firma por el Monbus Obradoiro de la liga ACB.
En julio de 2024, firma por el BC Wolves de la Lietuvos krepšinio lyga.

## Internacional
Es internacional con la Selección de baloncesto de Lituania, con la que debuta en 2020.